# 23 de juliol
El 23 de juliol és el dos-cents quatrè dia de l'any del calendari gregorià i el cent dos-cents cinquè en els anys de traspàs. Queden 161 dies per finalitzar l'any.

## Esdeveniments
Països Catalans
- 1521, Gandia, la Safor: els agermanats hi derroten les forces reialistes en la batalla de Gandia.
- 1854: Camins de Ferro de Barcelona a Granollers inaugura el tram de ferrocarril entre Barcelona i Granollers.[1][2]
- 1930, Gironaː Es funda el Girona Futbol Club.[3]
- 1936, Barcelona: Es funda el PSUC com a resultat de la fusió de la Unió Socialista de Catalunya, del Partit Comunista de Catalunya, el Partit Català Proletari i la Federació Catalana del PSOE.[4]
- 2004, Peralada, Alt Empordà: al Festival de Peralada estrenen l'òpera 1714. Món de guerres, amb llibret d'Albert Mestres.
- 2007, Barcelona: La Gran apagada de Barcelona provoca que més de 350.000 llars es quedin sense llum a Barcelona durant uns quatre dies, a causa d'una cadena d'accidents.

Resta del món
- 1409, Còrsega: El rei Martí l'Humà d'Aragó nomenà regent el jurista català Hug Bonapart.[5]
- 1816, Lió: Un grup de sacerdots funda la Societat de Maria o dels Pares Maristes, dedicada a l'ensenyament i la predicació.
- 1914, Belgrad: Àustria-Hongria lliura a Sèrbia l'Ultimàtum de juliol, una llista de peticions en resposta a l'assassinat de l'Arxiduc Francesc Ferran d'Àustria a Sarajevo.[6]
- 1921, Xangai (Xina): fundació del Partit Comunista Xinès.[7]
- 1999, 
  - Marroc: Inici del regnat de Mohammed VI.
  - cap Canaveral: El Columbia surt a l'espai en la primera missió comandada per una dona, Eileen Collins.[8]
- 2004, Mostar, Bòsnia i Hercegovina: Hi inauguren el pont sobre el riu Neretva, reconstruït arran que les milícies croates d'Hercegovina el destruïssin durant la guerra.
- 2006, París, França: Floyd Landis es proclama guanyador del Tour de França del 2006, Óscar Pereiro és segon i Andreas Klöden tercer.
- 2010, Londres: es crea la popular boy band britànica One Direction, al programa de televisió The X Factor.

## Naixements
Països Catalans
- 1741 - València: Maria Ladvenant i Quirante, actriu i empresària teatral valenciana (m. 1767).[9]
- 1852 - Lleida: Martina Castells i Ballespí, metgessa catalana, primera dona que va assolir un doctorat a Espanya.[10]
- 1890 - Barcelona: Joan Amades i Gelats, destacat etnòleg i folklorista català.
- 1922 - Calonge: Pere Caner i Estrany, historiador, escriptor i arqueòleg català.
- 1954 - Llardecans, Segrià: Agnès Pardell i Veà, advocada i política catalana, diputada al Parlament de Catalunya en la VIII i IX legislatures.[11]
- 1985 - 
  - Valènciaː Sandra Gómez López, política socialista i advocada valenciana.[12]
  - Calafell, Baix Penedès: Albert Pijuan i Hereu, escriptor, traductor i polític català.
- 1987 - el Masnou, Maresme: Marc Fernández Usón, jugador de bàsquet català.

Resta del món
- 1370, Capodistria (actual Koper, Eslovènia): Pier Paolo Vergerio, humanista italià, estadista i advocat de dret canònic (m. 1444 o 1445).
- 1777, Wolgast: Philipp Otto Runge, pintor del romanticisme primerenc alemany.
- 1796, Estocolm, Suècia: Franz Berwald, compositor suec (m. 1868).[13]
- 1866, Palmi, prop de Reggio Calabria: Francesco Cilea, compositor d'òpera italià (m. 1950).[14]
- 1883, Bagneres de Bigorre, França: Alan Brooke, 1r Vescomte Alanbrooke, comandant superior de l'Exèrcit Britànic (m. 1963).[15]
- 1888, Chicago, EUA: Raymond Chandler, escriptor estatunidenc
- 1890, Zarza de Granadilla, Espanya: Apolinar de Cáceres Gordo, magistrat.
- 1892, Ejersa Goro, Hararge: Haile Selassie I d'Etiòpia, va ser el darrer emperador d'Etiòpia (m. 1975).[16]
- 1897, Bône, Algèria francesa: Valentine Prax, pintora expressionista francesa (m. 1981).[17]
- 1904:
  - Oklahoma City, Oklahoma, Estats Units: Richard Gaines, actor estatunidenc.
  - París, França: Georges Hugon, compositor i pianista francès (m. 1980).[18]
- 1906, Sarajevo, Imperi Austrohongarès: Vladimir Prelog, químic, Premi Nobel de Química de l'any 1975
- 1908, Siracusa, Sicília (Itàlia): Eliio Vittorini, escriptor i polític italià (m. 1966).[19]
- 1912, Anglaterra: Michael Wilding, actor anglès.
- 1920, Lisboa, Portugal: Amália Rodrigues, fadista, cantant i actriu portuguesa.[20]
- 1924, Saint-Gingolph, Suïssa: Sabine Weiss, fotògrafa (m. 2021).[21]
- 1925, Kanye, Botswana: Quett Joni Masire, professor i polític, va ser president de Botswana entre 1980 i 1998 (m. 2017).[16]
- 1928, Filadèlfia, EUA: Vera Rubin, astrònoma estatunidenca, pionera en l'estudi de les corbes de rotació galàctiques (m. 2016).[22]
- 1944, Lisboa: Maria João Pires, pianista portuguesa.[23]
- 1945, Lima (Perú): Virginia "Gina" Vargas, sociòloga peruana i líder del moviment de dones al seu país.[24]
- 1957, La Haia, Països Baixos: Theo van Gogh, cineasta i escriptor neerlandès.
- 1966, Torí, Itàlia: Simona Levi, artista i activista cultural catalana d'origen italià.[25]
- 1967, Rochester (Nova York), Estats Units: Philip Seymour Hoffman, actor estatunidenc (m. 2014).
- 1971, Decatur, Illinois, EUA: Alison Krauss, cantant i violinista de bluegrass estatunidenca.[26]
- 1976, Budapest: Judit Polgár, jugadora d'escacs hongaresa, considerada la millor jugadora d'escacs femenina de la història.[27]
- 1989, Londres, Anglaterra: Daniel Radcliffe, actor anglès
- 1992, Jaca, Espanya: Luis Fenero, ballarí sobre gel

## Necrològiques
Països Catalans
- 1429 - Riudoms: Margarida de Prades, reina d'Aragó, València, Mallorca, Sardenya, Còrsega (nominal) i Sicília, última reina del casal català (n. 1387)[28]
- 1935 - Burgos: Carmen Gimeno Presencia, La Venus Valenciana, cantant i vedet valenciana, que morí assassinada.[29]
- 1980 - Barcelona: Alfons Comín, enginyer industrial, polític i publicista català (m. 1932).
- 2003 - Valldemossa: Antonia Suau Mercadal, una de les primeres catedràtiques d'Ensenyament Secundari (n.1908).[30]
- 2011 - Barcelona: Joan Vernet i Ginés, arabista català.
- 2012 - Barcelona:
  - Esther Tusquets Guillén, escriptora i editora catalana en castellà.[31]
  - Paco Morán, actor.
- 2015 - Madrid: Josep Sazatornil, conegut com a Saza, actor de teatre i cinema català (n. 1925).
- 2024 - Barcelona: Teresa Gimpera i Flaquer, model i actriu catalana (n. 1936).[32]

Resta del món
- 1373, Roma: Brígida de Suècia, religiosa i mística sueca, copatrona d'Europa (n.1303).[33]
- 1757, Madrid, Domenico Scarlatti, compositor napolità (n. 1685).[34]
- 1853, Magaliesberg (Sud-àfrica): Andries Pretorius, un líder dels bòers que contribuí decisivament a la creació de la República de Transvaal (n. 1798).[35]
- 1859, París: Marceline Desbordes-Valmore, cantant, actriu i poetessa francesa (n. 1786).[36]
- 1865, Nantes: Jean-Louis Tulou, flautista i compositor que adquirí gran renom com a concertista de flauta.
- 1885, Wilton, Nova York (EUA): Ulysses S. Grant, va ser el 18è president dels Estats Units d'Amèrica (n. 1822).[37]
- 1916, High Wycombe, Buckinghamshire, Anglaterra: William Ramsay, químic escocès, Premi Nobel de Química de 1904 (n. 1852).[38]
- 1932, 
  - Bedford, Ohio, Estats Units: Alina Bucciantini, soprano italiana (n. 1890).[39]
  - São Paulo (Brasil): Alberto Santos-Dumont, primer home a enlairar-se a bord d'un avió a motor (n. 1873).[40]
- 1951, L'Île-d'Yeu (França): Henri Philippe Benoni Omer Joseph Pétain Philippe Pétain o Mariscal Pétain, fou un general francès, Cap d'Estat de la França de Vichy, del 1940 al 1944. (n. 1856).[41]
- 1953, Valentia, Irlanda: Maude Delap, biòloga marina, especialista en meduses (n. 1866).[42]
- 1955, Washington DC (EUA): Cordell Hull, advocat i polític nord-americà, Premi Nobel de la Pau de 1945 (n. 1871).[43]
- 1966, Nova York: Montgomery Clift, actor estatunidenc (n. 1920).
- 1968, Cambridge, Regne Unit: Henry Hallet Dale, metge anglès, Premi Nobel de Medicina o Fisiologia de 1936 (n. 1875).[44]
- 1974, Zahlé, Líban: Badia Masabni, ballarina de dansa del ventre, pionera de la dansa del ventre moderna actual (n. 1892).
- 1992, París: Arletty, pseudònim de Léonie Bathiat, actriu de teatre i cinema, model i cantant francesa (n. 1898).[45]
- 1999, Rabat (Marroc): Hassan II, rei del Marroc de la dinastia alauita (n. 1929).[16]
- 2000, Madrid: Carmen Santonja, compositora i cantant, pintora i escriptora (n. 1934).[46]
- 2001, Jackson (Mississipi) (EUA): Eudora Welty, escriptora nord-americana guanyadora del Premi Pulitzer de 1973 (n. 1909).[47]
- 2004, Madrid: Carmina Ordóñez, celebritat anomenada la Divina.
- 2007, Múnic (Alemanya): Ernst Otto Fischer, químic alemany, Premi Nobel de Química de l'any 1973 (n. 1918).[48]
- 2011, Londres: Amy Winehouse, cantant i compositora britànica d'estil soul (n. 1983).[49]
- 2012, 
  - Christchurch: Margaret Mahy, escriptora neozelandesa de llibres per a infants i joves (n. 1936).[50]
  - La Jolla, Califòrnia: Sally Ride, física estatunidenca i astronauta, primera dona nord-americana a viatjar a l'espai (n. 1951).[51]
- 2015, Nova York, Estats Units: Shigeko Kubota, artista informal i autora de vídeos, performances i instal·lacions (n. 1937).[52]
- 2017, Guennadi Moisséiev, fou un pilot de motocròs i militar rus, guanyador de tres Campionats del Món de motocròs en la categoria de 250 cc
- 2020, Buenos Aires: Haydée Vallino de Lemos, fundadora d'Àvies de la Plaza de Mayo.[53]

## Festes i commemoracions
Santoral
Església Catòlica
- Sants al Martirologi romà (2011): Ezequiel, profeta (s. VI aC); Sever de Tràcia, màrtir (304); Joan Cassià, monjo (433); Valerià de Cimiez, bisbe (461); santa Brígida de Suècia, reina, fundadora de l'Orde del Santíssim Salvador (1373).
  - Beats al Martirologi romà (2011): Joana d'Orvieto, dominica (1306); Margarita María López de Maturana, monja i fundadora de les Germanes Mercedàries Missioneres (1934); Catalina del Carme Caldés Socias, Miquela Rullan Ribot, religioses, i Prudència Canyelles i Ginesta, laica, màrtirs (1936); Manuel Pérez Giménez, Felipe Valcabado Granado, Mauricio Macho Rodriguez, María Oses Sáinz, Julio Mediavilla Concejero, José Ruiz Martinez, Laurino Proano Cuesta, Anacario Benito Nozal, Felipe Ruiz Fraile, religiosos màrtirs (1936); Vicentte Díez Tejerina, José Estalayo Garcia, Epifanio Sierra Conde, Abilio Ramos y Ramos i Zacarías Fernández Crespo, Fulgencio Calvo Sánchez, religiosos màrtirs (1936); Pedro Ruiz de los Paños, Josep Sala Picó, Guillermo Plaza Hernández, Recaredo Centelles Abad, Antoni Perulles i Estivill, Martín Martínez Pascual, José Pascual Carda Saporta, Isidoro Bover Oliver, José Peris Polo, preveres màrtirs de la Fraternitat de Sacerdots Operaris (1936); Krystyn Gondeck, prevere màrtir (1942); Vasil' Hopko, bisbe i màrtir (1976).
- Sants que ja no són al Martirologi: Eugeni de Roma i Apol·loni de Roma, màrtirs; Tròfim i Teòfil de Roma, màrtirs (302); Primitiva de Roma, màrtir; Rasif de Roma, màrtir; Ravè i Rasif de Macé, eremites màrtirs (s. V); Ròmula, Redempta i Herundona de Roma, ascetes (575); Màrtirs de Bulgària, sota Nicèfor (segle ix); Anna de Constantinoble, verge i eremita (ca. 918); a Colònia (Alemanya): trasllat de les relíquies dels Tres Reis d'Orient i de Fèlix i Nabor de Lodi; a Essen i Paderborn: Libori de Le Mans, bisbe; a Reims: translació de les relíquies de Nicasi de Reims, bisbe.
- Venerats a l'Orde de les Clarisses: Santa Kinga de Polònia, reina.
- Venerats a l'Orde de la Mercè: Beat Jaume I el Conqueridor, rei cofundador; Joan de Lucca, frare (segle xiv); Juan de Montesinos, màrtir (1619); Lleonard de Recanati, bisbe.

Església Armènia4 Hrotits: 45 màrtirs de Nicòpolis d'Armènia; Melkhiseth i Karapet de Van, neomàrtirs sota Tamerlà.
Església Copta16 Abib: Joan Calibita, monjo (460); translació de les relíquies de Sant Jordi al Caire.
Església Ortodoxa (segons el calendari julià)Se celebren els corresponents al 5 d'agost del calendari gregorià.
Església Ortodoxa (segons el calendari gregorià)Corresponen als sants del 9 de juliol del calendari julià. Apol·loni de Sardes, màrtir (s. III); Bianor i Silvà de Pisídia, màrtirs (s. IV); Marcià, màrtir; Arseni d'Alexandria, patriarca; 45 Màrtirs de Nicòpolis d'Armènia: Lleonci, Daniel, Alexandre, Maurici, Antoni, Sisini, Anicet, Belarad, Meneu, Timoni, Bianor, Silvà i Apol·loni (ca. 319); 10.000 màrtirs de Nítria (ca. 398); Joan Varasvatxe, pare d'Eutimi l'Il·luminador, i Gabriel, príncep i monjo (s. X); Antoni de les Coves de Kíev, monjo (1073); Gregori d'Assos, bisbe (1150); Basili de Riazan, bisbe (1295); Silvà de Kíev, monjo (segle xiv); Josep de Damasc i companys màrtirs (1860); Piotr, Stefanos, Jirji, Nestoros, màrtirs (1918); Sinaxis dels sants del monestir de Vatopedi, a l'Atos.
Esglésies luteranesSanta Brígida de Suècia, abadessa i fundadora.
AnglicanismeSanta Brígida de Suècia, abadessa i fundadora.